# Eleccions presidencials dels Estats Units de 2020
Les eleccions presidencials dels Estats Units de 2020 es van celebrar el 3 de novembre de 2020. Les eleccions determinen els electors del Col·legi Electoral dels Estats Units i aquest grup de delegats elegeix un nou president i vicepresident o en reelegeix els titulars. Les eleccions primàries i caucus es van celebrar entre el febrer i l'agost del 2020. Els candidats dels dos principals partits van ser el llavors president republicà Donald Trump i l'ex-vicepresident demòcrata Joe Biden. La candidatura de Joe Biden i de la senadora Kamala Harris guanyà les eleccions.
Els principals temes de les eleccions foren l'impacte de la pandèmia de coronavirus, les protestes per l'assassinat de George Floyd i altres negres estatunidencs, la mort de la jutgessa del Tribunal Suprem Ruth Bader Ginsburg i la nominació d'Amy Coney Barrett, i la futura Affordable Care Act. Amb tot, aquestes eleccions són considerades un referèndum sobre la presidència de Trump.
Trump s'assegurà la nominació pel Partit Republicà juntament amb l'actual vicepresident Pence sense cap oposició destacada. L'ex-vicepresident Joe Biden aconseguí la nominació pel Partit Demòcrata, per davant del seu rival més pròxim, el senador Bernie Sanders, en unes primàries competitives amb el nombre més elevat de candidats d'un partit polític en l'era moderna dels EUA. L'11 d'agost del 2020, Biden anuncià que compartiria candidatura amb la senadora Kamala Harris, el primer negre, la primera persona d'origen indi, el primer asiàtic i la tercera dona que esdevenia candidata a la vicepresidència d'un dels partits principals (després de Geraldine Ferraro el 1984 i de Sarah Palin el 2008). Jo Jorgensen fou nominada pel Partit Llibertari amb Spike Cohen, i Howie Hawkins ho fou pel Partit Verd amb Angela Nicole Walker.
El 7 de novembre es declarà Joe Biden guanyador de les eleccions i fou investit president el 20 de gener de 2021.

## Procediment
L'article dos de la Constitució dels Estats Units estableix que perquè una persona exerceixi com a president, l'individu ha de ser ciutadà nascut als Estats Units, tenir almenys 35 anys i haver estat resident als Estats Units durant almenys 14 anys. La Vint-i-Segona esmena prohibeix que qualsevol persona sigui elegida president més de dues vegades.
Els principals candidats dels partits cerquen la nominació mitjançant una sèrie d'eleccions primàries i caucus que seleccionen els delegats que trien el candidat a President a les convencions de nominació presidencials de cada partit, que també trien un company de candidatura a vicepresident, que sol triar el candidat a President i després és ratificat pels delegats a la convenció del partit.
Les eleccions generals de novembre són eleccions indirectes, en les quals els electors votan per a una llista de membres del Col·legi Electoral que després elegeixen directament el president i el vicepresident.
El Col·legi Electoral dels Estats Units està format per 538 membres, repartits entre cada estat (i el districte de Colúmbia) segons l'últim cens. Cada circumscripció té com a mínim tres delegats al Col·legi electoral. Les eleccions generals se celebren el dimarts després dels primers dilluns del mes de novembre o el dimarts després del primer de novembre.

## Candidatures

### Partit Republicà

#### Primàries
Donald Trump va declarar la seva candidatura per a la reelecció el primer dia de la seva presidència. Als Estats Units, un president en exercici normalment no s'enfronta a cap oposició a les primàries presidencials. No obstant això, es va especular que Trump podria tenir algun rival a les primàries. El candidat del Partit Llibertari a la vicepresidència el 2016, William Weld, va formar un comitè exploratori el 15 de febrer de 2019 i va iniciar la seva campanya el 15 d'abril.
El 19 de desembre de 2019, la Cambra de Representants va votar a favor de l'impeachment de Donald Trump. És la primera vegada que un president busca un segon mandat durant un impeachment. El 5 de febrer, el Senat dels EUA va absoldre Donald Trump dels càrrecs.
A les eleccions primàries del Partit Republicà, hi ha 2.440 delegats i un candidat en necessita una majoria per guanyar la nominació. Diversos estats van cancel·lar les respectives primàries i en van adjudicar els delegats a Trump. El 10 de març, Trump va guanyar una majoria de delegats i va esdevenir el presumpte nominat del partit.

#### Nominats
| Candidatura del Partit Republicà        |                                             |
| Donald Trump                            | Mike Pence                                  |
| per la presidència                      | per la vicepresidència                      |
|                                         |                                             |
| President dels Estats Units (2017-2021) | Vicepresident dels Estats Units (2017–2021) |
|                                         |                                             |
| [ 16 ]                                  |                                             |

#### Candidats
| Candidats ordenats per data de retirada de les primàries |                                                      |                                     | |
| Bill Weld                                                | Joe Walsh                                            | Rocky De La Fuente                  | Mark Sanford |
|                                                          |                                                      |                                     | |
| Governador de Massachusetts (1991–1997)                  | Representant del 8è districte d'Illinois (2011–2013) | Empresari                           | Representant del 1r districte de Carolina del Sud (1995–2001, 2013–2019) Governador de Carolina del Sud (2003–2011) |
|                                                          |                                                      |                                     | |
| Retirada: 18 març 2020 387,712 vots 1 delegat            | Retirada: 7 febrer 2020 169,713 vots                 | Retirada: 23 abril 2020 85,306 vots | Retirada: 12 novembre 2019 4,258 vots                                                                               |
| [ 17 ] [ 18 ]                                            | [ 19 ] [ 20 ]                                        | [ 21 ]                              | [ 22 ] [ 23 ] |

### Partit Demòcrata

#### Primàries
Després de la derrota de Hillary Clinton el 2016, el Partit Demòcrata no tenia un líder clar i estava fracturat entre l'ala centrista de Clinton i l'ala progressista de Sanders, divisió que ja s'havia evidenciat en les primàries. El 2018, se celebraren primàries contencioses en alguns districtes congressuals que els demòcrates esperaven guanyar als republicans. Elena Schneider, de Politico, s'hi referí com una "guerra civil demòcrata". Es va produir un gir cap a l'esquerra en polítiques d'universitat, sistema sanitari i immigració entre els senadors demòcrates, possiblement de cara a les primàries.
En total, es van presentar 29 candidats a les primàries demòcrates, cosa que va batre el rècord de candidats en unes primàries presidencials modernes, establert pel Partit Republicà el 2016 amb 17 candidats. Moltes candidates dona s'hi van presentar, la qual cosa incrementà la possibilitat que els demòcrates nominessin una candidata dona per segona vegada consecutiva.
Només onze candidats van arribar als caucus d'Iowa el 3 de febrer de 2020. En Pete Buttigieg va vèncer en Bernie Sanders per poc a Iowa tot i que després Sanders el va derrotar l'11 de febrer a Nou Hampshire. Després que es retiressin Michael Bennet, Deval Patrick i Andrew Yang, Sanders va guanyar els caucus de Nevada el 22 de febrer. Joe Biden va guanyar les primàries de Carolina del Sud i això va fer que tant Buttigieg com Amy Klobuchar i Tom Steyer es retiressin de la cursa (tant Buttigieg com Klobuchar van donar suport a Biden immediatament). Després del superdimarts, el 3 de març, Michael Bloomberg i Elizabeth Warren se'n van retirar i només quedaren tres candidats: Biden i Sanders com a principals contrincants i Tulsi Gabbard, que romangué a la cursa malgrat les seves minses possibilitats de guanyar. Gabbard es retirà i donà suport a Biden després de les primàries d'Arizona, Florida i Illinois. El 8 d'abril de 2020, Sanders es va retirar de la cursa, després que l'ex-president Barack Obama l'en convencés, i Joe Biden esdevingué l'únic candidat principal i el presumpte nominat. Biden va guanyar el suport d'Obama, Sanders i Warren. El 5 de juny de 2020, Biden ja havia guanyat prou delegats per assegurar-se la nominació a la convenció demòcrata i proceguí a treballar amb Sanders per tal de negociar el programa electoral.

#### Nominats
| Candidatura del Partit Demòcrata            |                                           |
| Joe Biden                                   | Kamala Harris                             |
| per la presidència                          | per la vicepresidència                    |
|                                             |                                           |
| Vicepresident dels Estats Units (2009–2017) | Senadora per Califòrnia (2017–actualitat) |
|                                             |                                           |
| [ 25 ] [ 26 ] [ 27 ]                        |                                           |

#### Candidats
| Candidats ordenats per data de retirada de les primàries                                        |                                                                              | |                                                                                 |                                                                                      | | |
| Bernie Sanders                                                                                  | Tulsi Gabbard                                                                | Elizabeth Warren | Michael Bloomberg                                                               | Amy Klobuchar                                                                        | Pete Buttigieg                                                                                           | Tom Steyer                                                                                              |
|                                                                                                 |                                                                              | |                                                                                 |                                                                                      | | |
| Senador per Vermont (des del 2007) Representant de VT-AL (1991 - 2007)                          | Representant del 2n districte de Hawaii (des del 2013)                       | Senadora per Massachusetts (des del 2013) | Alcalde de Nova York (2002 - 2013) Executiu en cap de Bloomberg LP              | Senadora per Minnesota (des del 2007)                                                | Alcalde de South Bend (Indiana) (2012 - 2020)                                                            | Empresari                                                                                               |
|                                                                                                 |                                                                              | |                                                                                 |                                                                                      | | |
| Retirada: 8 abril 2020 8,790,155 vots 1,042 delegats                                            | Retirada: 19 març 2020 230,074 vots 2 delegats                               | Retirada: 5 març 2020 2,664,382 vots 58 delegats | Retirada: 4 març 2020 2,439,547 vots 43 delegats                                | Retirada: 2 març 2020 500,730 vots 7 delegats                                        | Retirada: 1 març 2020 873,325 vots 21 delegats                                                           | Retirada: 29 febrer 2020 250,438 vots                                                                   |
| [ 28 ] [ 29 ] [ 30 ]                                                                            | [ 31 ] [ 32 ]                                                                | [ 33 ] [ 34 ] | [ 35 ] [ 36 ]                                                                   | [ 37 ] [ 38 ] [ 39 ]                                                                 | [ 40 ] [ 41 ]                                                                                            | [ 42 ] [ 43 ] [ 44 ]                                                                                    |
| Deval Patrick                                                                                   | Michael Bennet                                                               | Andrew Yang | John Delaney                                                                    | Cory Booker                                                                          | Marianne Williamson                                                                                      | Julián Castro                                                                                           |
|                                                                                                 |                                                                              | |                                                                                 |                                                                                      | | |
| Governador de Massachusetts (2007 - 2015)                                                       | Senador per Colorado (des del 2009)                                          | Empresari | Representant del 6è districte de Maryland (2013 - 2019)                         | Senador per Nova Jersey (des del 2013) Alcalde de Newark (Nova Jersey) (2006 - 2013) | Escriptora                                                                                               | Secretari d'Habitatge i Desenvolupament Urbà (2014 - 2017) Alcalde de San Antonio (Texas) (2009 - 2014) |
|                                                                                                 |                                                                              | |                                                                                 |                                                                                      | | |
| Retirada: 12 febrer 2020 20.704 vots                                                            | Retirada: 11 febrer 2020 43.537 vots                                         | Retirada: 11 febrer 2020 119.093 vots | Retirada: 31 gener 2020 15,985 vots                                             | Retirada: 13 gener 2020 30,024 vots                                                  | Retirada: 10 gener 2020 21,932 vots                                                                      | Retirada: 2 gener 2020 36,647 vots                                                                      |
| [ 45 ] [ 46 ]                                                                                   | [ 47 ] [ 48 ]                                                                | [ 49 ] [ 50 ] [ 51 ] | [ 52 ] [ 53 ] [ 54 ]                                                            | [ 55 ] [ 56 ] [ 57 ]                                                                 | [ 58 ] [ 59 ]                                                                                            | [ 60 ] [ 61 ]                                                                                           |
| Kamala Harris                                                                                   | Steve Bullock                                                                | Joe Sestak | Wayne Messam                                                                    | Beto O'Rourke                                                                        | Tim Ryan                                                                                                 | Bill de Blasio                                                                                          |
|                                                                                                 |                                                                              | |                                                                                 |                                                                                      | | |
| Senadora per Califòrnia (des del 2017) Fiscal general de Califòrnia (2011 - 2017)               | Governador de Montana (des del 2013) Fiscal general de Montana (2009 - 2013) | Representant del 7è districte de Pennsilvània (2007 - 2011) Ex-vicealmirall de la Marina dels Estats Units                                                  | Alcalde de Miramar (Florida) (des del 2015)                                     | Representant del 16è districte de Texas (2013 - 2019)                                | Representant del 13è districte d'Ohio (des del 2013) Representant del 17è districte d'Ohio (2003 - 2013) | Alcalde de Nova York (des del 2014)                                                                     |
|                                                                                                 |                                                                              | N/D |                                                                                 |                                                                                      | | |
| Retirada: 3 desembre 2019 844 vots                                                              | Retirada: 2 desembre 2019 549 vots                                           | Retirada: 1 desembre 2019 5,251 vots | Retirada: 19 novembre 2019 0 vots                                               | Retirada: 1 novembre 2019 1 vot                                                      | Retirada: 4 octobre 2019 0 vots                                                                          | Retirada: 20 setembre 2019 0 vots                                                                       |
| [ 62 ] [ 63 ] [ 64 ]                                                                            | [ 65 ] [ 66 ]                                                                | [ 67 ] [ 68 ] | [ 69 ] [ 70 ]                                                                   | [ 71 ] [ 72 ] [ 73 ]                                                                 | [ 74 ] [ 75 ]                                                                                            | [ 76 ] [ 77 ] [ 78 ]                                                                                    |
| Kirsten Gillibrand                                                                              | Seth Moulton                                                                 | Jay Inslee | John Hickenlooper                                                               | Mike Gravel                                                                          | Eric Swalwell                                                                                            | Richard Ojeda                                                                                           |
|                                                                                                 |                                                                              | |                                                                                 |                                                                                      | | |
| Senadora per Nova York (des del 2009) Representant del 20è districte de Nova York (2007 - 2009) | Representant del 6è districte de Massachusetts (des del 2015)                | Governador de Washington (des del 2013) Representant del 1r districte de Washington (1999 - 2012) Representant del 4t districte de Washington (1993 - 1995) | Governador de Colorado (2011 - 2019) Alcalde de Denver (Colorado) (2003 - 2011) | Senador per Alaska (1969 - 1981)                                                     | Representant del 15è districte de Califòrnia (des del 2013)                                              | Senador estatal de Virgínia de l'Oest (2016 - 2019)                                                     |
|                                                                                                 |                                                                              | |                                                                                 |                                                                                      | | N/D |
| Retirada: 28 agost 2019 0 vots                                                                  | Retirada: 23 agost 2019 0 vots                                               | Retirada: 21 agost 2019 1 vot | Retirada: 15 agost 2019 1 vot                                                   | Retirada: 6 agost 2019 0 vots                                                        | Retirada: 8 juliol 2019 0 vots                                                                           | Retirada: 25 gener 2019 0 vots                                                                          |
| [ 79 ] [ 80 ] [ 81 ]                                                                            | [ 82 ] [ 83 ]                                                                | [ 84 ] [ 85 ] [ 86 ] | [ 87 ] [ 88 ] [ 89 ]                                                            | [ 90 ] [ 91 ] [ 92 ]                                                                 | [ 93 ] [ 94 ]                                                                                            | [ 95 ] [ 96 ]                                                                                           |

#### Elecció vicepresidencial
El 15 de març de 2020, quan encara no havia guanyar prou delegats per assegurar-se la nominació, Joe Biden va anunciar en un debat amb Bernie Sanders que escolliria una candidata dona a la vicepresidència si guanyava les primàries. Es van realitzar entrevistes fins a una dotzena de candidates en consideració i a investigar-ne el passat. Biden buscava algú capaç d'assumir la presidència en cas que li passés alguna cosa, ja que en cas de ser elegit seria el president de més edat de tota la història. A més a més, Biden va dir que no es presentaria a la reelecció en cas d'esdevenir president, per la qual cosa l'escollida tindria oberta la possibilitat de presentar-s'hi el 2024 i ser presidenta fins al 2033.
La tria semblava dividida entre elegir una dona negra o llatina per tal de mantenir el suport d'afroamericans i llatins, elegir una dona de l'ala progressista del partit, elegir una candidata amb un perfil similar al de Biden, o bé un perfil radicalment diferent al del candidat. Entre les candidates, destaquen la senadora Kamala Harris, Stacey Abrams, la congressista Val Demings, l'exconsellera de Seguretat Nacional Susan Rice, l'alcaldessa Keisha Lance Bottoms, la senadora Catherine Cortez Masto, la governadora Michelle Lujan Grisham, la senadora Amy Klobuchar, la senadora Elizabeth Warren, la governadora Gretchen Whitmer, la congressista Karen Bass i la senadora Tammy Duckworth. Després de la mort de George Floyd i de les protestes va esdevenir més probable l'elecció d'una vicepresidenta negra per tal d'ajudar Biden amb el vot negre, que va ser fonamental per ressuscitar-ne la campanya a les primàries de Carolina del Sud.
L'11 d'agost de 2020, Joe Biden va anunciar que Kamala Harris seria la candidata a la vicepresidència. Kamala Harris havia estat candidata (i contricant de Joe Biden) a les primàries de 2020. Harris, senadora per Califòrnia del 2017 ençà, havia estat fiscal del districte de San Francisco i fiscal general de Califòrnia, on era coneguda per la seva mà dura. Havia tingut una relació amistosa amb Biden abans de les primàries i havia conegut el seu fill difunt Beau quan ambdós eren fiscals generals. Les crítiques de Harris a Biden per haver col·laborat amb senadors segregacionistes contra la integració dels busos escolars a la dècada de 1970 van ser un dels moments destacats de la campanya. Harris és vista com a moderada encara que ha donat suport a polítiques progressistes i s'espera que ajudi Biden en estats amb una població afroamericana considerable com ara Geòrgia i Carolina del Nord (guanyats per Trump el 2016), i en estats de la regió del sud-est com ara Nevada i Arizona.
Poc després que es conegués l'elecció de Kamala Harris com a candidata vicepresidencial, el president Donald Trump va penjar un vídeo on es criticava Harris per haver donat suport a la sanitat universal i a augmentar els impostos i també es destacaven les crítiques de Harris a Biden per les polítiques racials.

### Partit Llibertari
| Candidatura del Partit Llibertari    |                        |
| Jo Jorgensen                         | Spike Cohen            |
| per la presidència                   | per la vicepresidència |
|                                      |                        |
| Professora de la Universitat Clemson | Empresari              |
|                                      |                        |
| [ 107 ] [ 108 ]                      |                        |

El 23 de maig de 2020, Jo Jorgensen va guanyar la nominació del Partit Llibertari a la Convenció Nacional Llibertària. El 24 de maig, Spike Cohen va guanyar la nominació per la vicepresidència.

### Partit Verd
| Candidatura del Partit Verd |                        |
| Howie Hawkins               | Angela Walker          |
| per la presidència          | per la vicepresidència |
|                             |                        |
| Cofundador del Partit Verd  | Líder sindical         |
|                             |                        |
| [ 109 ] [ 110 ]             |                        |

L'11 de juliol de 2020, Howie Hawkins va guanyar la nominació del Partit Verd a la Convenció Nacional Verda. Hawkins també va guanyar la nominació del Partit Socialista dels EUA.

## Campanya electoral

### Convencions
Partit Demòcrata
La Convenció Nacional Demòcrata de 2020 estava prevista originalment que se celebrés entre els dies 13 i 17 de juliol a Milwaukee (Wisconsin), però es va ajornar a causa de la pandèmia per coronavirus. El 24 de juny de 2020 es va anunciar que la convenció se celebraria en línia i presencial amb la major part de delegats assistint-hi remotament però amb uns quants assistint-hi en persona. El 5 d'agost, la part física de la covenció es va reduir encara més i es va anunciar que discursos importants com ara el de Biden serien en format virtual.
Partit Republicà
La Convenció Nacional Republicana estava prevista originalment que se celebrés el 24 d'agost a Charlotte (Carolina del Nord), la primera convenció d'un partit majoritari des de 1872 a durar un sol dia. Es va planejar organitzar una convenció de tres dies a Carolina del Nord però a causa de la insistència de Carolina del Nord que la convenció complís les normes de distanciació social de la COVID-19, els discursos i celebracions es van traslladar a Jacksonville (Florida); encara que oficialment la convenció se celebraria a Charlotte per obligacions contractuals. Tanmateix, a causa de l'empitjorament de la pandèmia a Florida, els plans de celebrar-hi la convenció es van cancel·lar i la convenció es va tornar a traslladar a Charlotte encara que amb una capacitat més reduïda.
Partit Llibertari
La Convenció Nacional Libertària estava prevista inicialment que se celebrés a Austin (Texas) del 22 al 25 de maig però es van cancel·lar totes les reserves de JW Marriott Downtown Austin per la convenció el 26 d'abril a causa de la pandèmia per coronavirus. Es va acabar decidint que se celebrarien dues convencions, una en línia del 22 al 24 de maig per elegir els nominats a la presidència i a la vicepresidència i una de física a Orlando (Florida) del 8 al 12 de juliol.
Partit Verd
La Convenció Nacional Verda estava prevista que se celebrés del 9 al 12 de juliol de 2020 a Detroit (Michigan). A causa de la pandèmia per coronavirus, es va decidir celebrar-la en línia sense canviar-ne la data.

### Debats
L'11 d'octubre de 2019, la Comissió de Debats Presidencials va anunciar que hi hauria tres debats presidencials i un debat vicepresidencial la tardor de 2020. Hi va haver sis ciutats finalistes per acollir els debats: Nashville (Tennessee), Hartford (Connecticut), Omaha (Nebraska), Ann Arbor (Michigan), Notre Dame (Indiana) i Salt Lake City (Utah).
El primer debat tindrà lloc el 29 de setembre a Cleveland i està co-organitzat per la Universitat Case Western Reserve i la Cleveland Clinic. Originalment, el debat l'havia d'acollir la Universitat de Notre Dame, però van decidir no organitzar-lo a causa de la pandèmia per coronavirus. El segon debat tindrà lloc el 15 d'octubre al Adrienne Arsht Center for the Performing Arts a Miami. Originalment, el debat estava previst que l'acollís la Universitat de Michigan però se'n van desdir el juny de 2020 a causa de la pandèmia per coronavirus. El tercer debat tindrà lloc el 22 d'octubre a la Universitat Belmont a Nashville. El debat vicepresidencial tindrà lloc el 7 d'octubre a la Universitat de Utah a Salt Lake City.
| Número | Data                   | Amfitrió                                      | Ciutat                | Moderador(s) | Participants             | Audiència (milions) |
| ------ | ---------------------- | --------------------------------------------- | --------------------- | ------------ | ------------------------ | ------------------- |
| P1     | 29 de setembre de 2020 | Universitat Case Western Reserve              | Cleveland (Ohio)      | Per anunciar | Donald Trump Joe Biden   | n/a                 |
| VP     | 7 d'octubre de 2020    | Universitat de Utah                           | Salt Lake City (Utah) | Per anunciar | Mike Pence Kamala Harris | n/a                 |
| P2     | 15 d'octubre de 2020   | Adrienne Arsht Center for the Performing Arts | Miami (Florida)       | Per anunciar | Donald Trump Joe Biden   | n/a                 |
| P3     | 22 d'octubre de 2020   | Universitat Belmont                           | Nashville (Tennessee) | Per anunciar | Donald Trump Joe Biden   | n/a                 |

## Resultats
El 7 de novembre de 2020, amb l'escrutini de Nevada, les principals cadenes de notícies van anunciar que els polítics demòcrates Joe Biden i Kamala Harris havien guanyat les eleccions. El recompte dels vots es va allargar quatre dies, sent qüestionat pel candidat republicà, Donald Trump. Els demòcrates van recuperar les majories als estats industrials de Michigan i Wisconsin, que Trump havia obtingut el 2016, i Pennsilvània. Trump passa a ser el cinquè president que es queda sense un segon mandat en els darrers 100 anys.
| Candidat a president Candidat a vicepresident | Candidat a president Candidat a vicepresident | Partit                      | Vot popular | %      | Vots electorals |
| --------------------------------------------- | --------------------------------------------- | --------------------------- | ----------- | ------ | --------------- |
|                                               | Joe Biden Kamala Harris                       | Demòcrata                   | 81.268.757  | 51,31% | 306             |
|                                               | Donald Trump Mike Pence                       | Republicà                   | 74.216.722  | 46,86% | 232             |
|                                               | Jo Jorgensen Spike Cohen                      | Llibertari                  | 1.865.720   | 1,18%  | 0               |
|                                               | Howie Hawkins Angela Walker                   | Verd                        | 405.034     | 0,26%  | 0               |
|                                               | Altres                                        | Altres                      | 627.567     | 0,40%  | 0               |
| Total                                         | Total                                         | Total                       | 158.383.800 | 100%   | 538             |
| Cens estimat i participació                   | Cens estimat i participació                   | Cens estimat i participació | 239.247.182 | 66,20% | –               |

### Resultats per estat
| Estats on guanyà Biden/Harris |                                                                        |
| Estats on guanyà Trump/Pence  |                                                                        |
| VE                            | Vots electorals                                                        |
| †                             | Resultats a l'engròs (per a estats que divideixen els vots electorals) |

| Estat o districte  | Biden/Harris Demòcrata | Biden/Harris Demòcrata | Biden/Harris Demòcrata | Trump/Pence Republicà | Trump/Pence Republicà | Trump/Pence Republicà | Jorgensen/Cohen Llibertari | Jorgensen/Cohen Llibertari | Jorgensen/Cohen Llibertari | Hawkins/Walker Verd | Hawkins/Walker Verd | Hawkins/Walker Verd | Altres  | Altres | Altres | Marge     | Marge   | Variació del marge | Vots totals | Fonts   |
| Estat o districte  | Vots                   | %                      | VE                     | Vots                  | %                     | VE                    | Vots                       | %                          | VE                         | Vots                | %                   | VE                  | Vots    | %      | VE     | Vots      | %       | %                  | Vots totals | Fonts   |
| ------------------ | ---------------------- | ---------------------- | ---------------------- | --------------------- | --------------------- | --------------------- | -------------------------- | -------------------------- | -------------------------- | ------------------- | ------------------- | ------------------- | ------- | ------ | ------ | --------- | ------- | ------------------ | ----------- | ------- |
| Alabama            | 849,624                | 36.57%                 | –                      | 1,441,170             | 62.03%                | 9                     | 25,176                     | 1.08%                      | –                          | [ b ]               | [ b ]               | –                   | 7,312   | 0.31%  | –      | −591,546  | −25.46% | 2.27%              | 2,323,282   | [ 123 ] |
| Alaska             | 153,778                | 42.77%                 | –                      | 189,951               | 52.83%                | 3                     | 8,897                      | 2.47%                      | –                          |                     |                     | –                   | 6,904   | 1.92%  | –      | −36,173   | −10.06% | 4.67%              | 359,530     | [ 124 ] |
| Arizona            | 1,672,143              | 49.36%                 | 11                     | 1,661,686             | 49.06%                | –                     | 51,465                     | 1.52%                      | –                          | 1,557               | 0.05%               | –                   | 475     | 0.01%  | –      | 10,457    | 0.31%   | 3.81%              | 3,387,326   | [ 125 ] |
| Arkansas           | 423,932                | 34.78%                 | –                      | 760,647               | 62.40%                | 6                     | 13,133                     | 1.08%                      | –                          | 2,980               | 0.24%               | –                   | 18,377  | 1.51%  | –      | −336,715  | −27.62% | −0.70%             | 1,219,069   | [ 126 ] |
| Califòrnia         | 11,110,250             | 63.48%                 | 55                     | 6,006,429             | 34.32%                | –                     | 187,895                    | 1.07%                      | –                          | 81,029              | 0.46%               | –                   | 115,278 | 0.66%  | –      | 5,103,821 | 29.16%  | −0.95%             | 17,500,881  | [ 127 ] |
| Carolina del Nord  | 2,684,292              | 48.59%                 | –                      | 2,758,775             | 49.93%                | 15                    | 48,678                     | 0.88%                      | –                          | 12,195              | 0.22%               | –                   | 20,864  | 0.38%  | –      | −74,483   | −1.35%  | 2.31%              | 5,524,804   | [ 128 ] |
| Carolina del Sud   | 1,091,541              | 43.43%                 | –                      | 1,385,103             | 55.11%                | 9                     | 27,916                     | 1.11%                      | –                          | 6,907               | 0.27%               | –                   | 1,862   | 0.07%  | –      | −293,562  | −11.68% | 2.59%              | 2,513,329   | [ 129 ] |
| Colorado           | 1,804,352              | 55.40%                 | 9                      | 1,364,607             | 41.90%                | –                     | 52,460                     | 1.61%                      | –                          | 8,986               | 0.28%               | –                   | 26,575  | 0.82%  | –      | 439,745   | 13.50%  | 8.59%              | 3,256,980   | [ 130 ] |
| Connecticut        | 1,080,680              | 59.24%                 | 7                      | 715,291               | 39.21%                | –                     | 20,227                     | 1.11%                      | –                          | 7,538               | 0.41%               | –                   | 544     | 0.03%  | –      | 365,389   | 20.03%  | 6.39%              | 1,824,280   | [ 131 ] |
| Dakota del Nord    | 114,902                | 31.76%                 | –                      | 235,595               | 65.11%                | 3                     | 9,393                      | 2.60%                      | –                          | [ b ]               | [ b ]               | –                   | 1,929   | 0.53%  | –      | −120,693  | −33.36% | 2.37%              | 361,819     | [ 132 ] |
| Dakota del Sud     | 150,471                | 35.61%                 | –                      | 261,043               | 61.77%                | 3                     | 11,095                     | 2.63%                      | –                          | –                   | –                   | –                   | –       | –      | –      | −110,572  | −26.16% | 3.63%              | 422,609     | [ 133 ] |
| Delaware           | 296,268                | 58.74%                 | 3                      | 200,603               | 39.77%                | –                     | 5,000                      | 0.99%                      | –                          | 2,139               | 0.42%               | –                   | 336     | 0.07%  | –      | 95,665    | 18.97%  | 7.60%              | 504,346     | [ 134 ] |
| D.C.               | 317,323                | 92.15%                 | 3                      | 18,586                | 5.40%                 | –                     | 2,036                      | 0.59%                      | –                          | 1,726               | 0.50%               | –                   | 4,685   | 1.36%  | –      | 298,737   | 86.75%  | −0.03%             | 344,356     | [ 135 ] |
| Florida            | 5,297,045              | 47.86%                 | –                      | 5,668,731             | 51.22%                | 29                    | 70,324                     | 0.64%                      | –                          | 14,721              | 0.13%               | –                   | 16,635  | 0.15%  | –      | −371,686  | −3.36%  | −2.16%             | 11,067,456  | [ 136 ] |
| Geòrgia            | 2,473,633              | 49.47%                 | 16                     | 2,461,854             | 49.24%                | –                     | 62,229                     | 1.24%                      | –                          | 1,013               | 0.02%               | –                   | 1,231   | 0.02%  | –      | 11,779    | 0.24%   | 5.37%              | 4,999,960   | [ 137 ] |
| Hawaii             | 366,130                | 63.73%                 | 4                      | 196,864               | 34.27%                | –                     | 5,539                      | 0.96%                      | –                          | 3,822               | 0.67%               | –                   | 2,114   | 0.37%  | –      | 169,266   | 29.46%  | −2.72%             | 574,469     | [ 138 ] |
| Idaho              | 287,021                | 33.07%                 | –                      | 554,119               | 63.84%                | 4                     | 16,404                     | 1.89%                      | –                          | 407                 | 0.05%               | –                   | 10,063  | 1.16%  | –      | −267,098  | −30.77% | 1.00%              | 868,014     | [ 139 ] |
| Illinois           | 3,471,915              | 57.54%                 | 20                     | 2,446,891             | 40.55%                | –                     | 66,544                     | 1.10%                      | –                          | 30,494              | 0.51%               | –                   | 17,900  | 0.30%  | –      | 1,025,024 | 16.99%  | −0.07%             | 6,033,744   | [ 140 ] |
| Indiana            | 1,242,416              | 40.96%                 | –                      | 1,729,519             | 57.02%                | 11                    | 59,232                     | 1.95%                      | –                          | 988                 | 0.03%               | –                   | 963     | 0.03%  | –      | −487,103  | −16.06% | 3.11%              | 3,033,118   | [ 141 ] |
| Iowa               | 759,061                | 44.89%                 | –                      | 897,672               | 53.09%                | 6                     | 19,637                     | 1.16%                      | –                          | 3,075               | 0.18%               | –                   | 11,426  | 0.68%  | –      | −138,611  | −8.20%  | 1.21%              | 1,690,871   | [ 142 ] |
| Kansas             | 570,323                | 41.56%                 | –                      | 771,406               | 56.21%                | 6                     | 30,574                     | 2.23%                      | –                          |                     |                     | –                   |         |        | –      | −201,083  | −14.65% | 5.95%              | 1,372,303   | [ 143 ] |
| Kentucky           | 772,474                | 36.15%                 | –                      | 1,326,646             | 62.09%                | 8                     | 26,234                     | 1.23%                      | –                          | 716                 | 0.03%               | –                   | 10,698  | 0.50%  | –      | −554,172  | −25.94% | 3.90%              | 2,136,768   | [ 144 ] |
| Louisiana          | 856,034                | 39.85%                 | –                      | 1,255,776             | 58.46%                | 8                     | 21,645                     | 1.01%                      | –                          | –                   | –                   | –                   | 14,607  | 0.68%  | –      | −399,742  | −18.61% | 1.03%              | 2,148,062   | [ 145 ] |
| Maine †            | 435,072                | 53.09%                 | 2                      | 360,737               | 44.02%                | –                     | 14,152                     | 1.73%                      | –                          | 8,230               | 1.00%               | –                   | 1,270   | 0.15%  | –      | 74,335    | 9.07%   | 6.11%              | 819,461     | [ 146 ] |
| ME-1               | 266,376                | 60.11%                 | 1                      | 164,045               | 37.02%                | –                     | 7,343                      | 1.66%                      | –                          | 4,654               | 1.05%               | –                   | 694     | 0.16%  | –      | 102,331   | 23.09%  | 8.28%              | 443,112     | [ 146 ] |
| ME-2               | 168,696                | 44.82%                 | –                      | 196,692               | 52.26%                | 1                     | 6,809                      | 1.81%                      | –                          | 3,576               | 0.95%               | –                   | 576     | 0.15%  | –      | −27,996   | −7.44%  | 2.85%              | 376,349     | [ 146 ] |
| Maryland           | 1,985,023              | 65.36%                 | 10                     | 976,414               | 32.15%                | –                     | 33,488                     | 1.10%                      | –                          | 15,799              | 0.52%               | –                   | 26,306  | 0.87%  | –      | 1,008,609 | 33.21%  | 6.79%              | 3,037,030   | [ 147 ] |
| Massachusetts      | 2,382,202              | 65.60%                 | 11                     | 1,167,202             | 32.14%                | –                     | 47,013                     | 1.29%                      | –                          | 18,658              | 0.51%               | –                   | 16,327  | 0.45%  | –      | 1,215,000 | 33.46%  | 6.26%              | 3,631,402   | [ 148 ] |
| Michigan           | 2,804,040              | 50.62%                 | 16                     | 2,649,852             | 47.84%                | –                     | 60,381                     | 1.09%                      | –                          | 13,718              | 0.25%               | –                   | 11,311  | 0.20%  | –      | 154,188   | 2.78%   | 3.01%              | 5,539,302   | [ 149 ] |
| Minnesota          | 1,717,077              | 52.40%                 | 10                     | 1,484,065             | 45.28%                | –                     | 34,976                     | 1.07%                      | –                          | 10,033              | 0.31%               | –                   | 31,020  | 0.95%  | –      | 233,012   | 7.11%   | 5.59%              | 3,277,171   | [ 150 ] |
| Mississipi         | 539,398                | 41.06%                 | –                      | 756,764               | 57.60%                | 6                     | 8,026                      | 0.61%                      | –                          | 1,498               | 0.11%               | –                   | 8,073   | 0.61%  | –      | −217,366  | −16.55% | 1.28%              | 1,313,759   | [ 151 ] |
| Missouri           | 1,253,014              | 41.41%                 | –                      | 1,718,736             | 56.80%                | 10                    | 41,205                     | 1.36%                      | –                          | 8,283               | 0.27%               | –                   | 4,724   | 0.16%  | –      | −465,722  | −15.39% | 3.25%              | 3,025,962   | [ 152 ] |
| Montana            | 244,786                | 40.55%                 | –                      | 343,602               | 56.92%                | 3                     | 15,252                     | 2.53%                      | –                          | –                   | –                   | –                   | 34      | 0.01%  | –      | −98,816   | −16.37% | 4.05%              | 603,674     | [ 153 ] |
| Nebraska †         | 374,583                | 39.17%                 | –                      | 556,846               | 58.22%                | 2                     | 20,283                     | 2.12%                      | –                          | [ b ]               | [ b ]               | –                   | 4,671   | 0.49%  | –      | −182,263  | −19.06% | 5.99%              | 956,383     | [ 154 ] |
| NE-1               | 132,261                | 41.09%                 | –                      | 180,290               | 56.01%                | 1                     | 7,495                      | 2.33%                      | –                          | [ b ]               | [ b ]               | –                   | 1,840   | 0.57%  | –      | −48,029   | −14.92% | 5.80%              | 321,886     | [ 154 ] |
| NE-2               | 176,468                | 51.95%                 | 1                      | 154,377               | 45.45%                | –                     | 6,909                      | 2.03%                      | –                          | [ b ]               | [ b ]               | –                   | 1,912   | 0.56%  | –      | 22,091    | 6.50%   | 8.74%              | 339,666     | [ 154 ] |
| NE-3               | 65,854                 | 22.34%                 | –                      | 222,179               | 75.36%                | 1                     | 5,879                      | 1.99%                      | –                          | [ b ]               | [ b ]               | –                   | 919     | 0.31%  | –      | −156,325  | −53.02% | 1.17%              | 294,831     | [ 154 ] |
| Nevada             | 703,486                | 50.06%                 | 6                      | 669,890               | 47.67%                | –                     | 14,783                     | 1.05%                      | –                          | –                   | –                   | –                   | 17,217  | 1.23%  | –      | 33,596    | 2.39%   | −0.03%             | 1,405,376   | [ 155 ] |
| Nou Hampshire      | 424,921                | 52.71%                 | 4                      | 365,654               | 45.36%                | –                     | 13,235                     | 1.64%                      | –                          | 217                 | 0.03%               | –                   | 2,155   | 0.27%  | –      | 59,267    | 7.35%   | 6.98%              | 806,182     | [ 156 ] |
| Nova Jersey        | 2,608,335              | 57.33%                 | 14                     | 1,883,274             | 41.40%                | –                     | 31,677                     | 0.70%                      | –                          | 14,202              | 0.31%               | –                   | 11,865  | 0.26%  | –      | 725,061   | 15.94%  | 1.84%              | 4,549,353   | [ 157 ] |
| Nou Mèxic          | 501,614                | 54.29%                 | 5                      | 401,894               | 43.50%                | –                     | 12,585                     | 1.36%                      | –                          | 4,426               | 0.48%               | –                   | 3,446   | 0.37%  | –      | 99,720    | 10.79%  | 2.58%              | 923,965     | [ 158 ] |
| Nova York          | 5,230,985              | 60.86%                 | 29                     | 3,244,798             | 37.75%                | –                     | 60,234                     | 0.70%                      | –                          | 32,753              | 0.38%               | –                   | 26,056  | 0.30%  | –      | 1,986,187 | 23.11%  | 0.62%              | 8,594,826   | [ 159 ] |
| Ohio               | 2,679,165              | 45.24%                 | –                      | 3,154,834             | 53.27%                | 18                    | 67,569                     | 1.14%                      | –                          | 18,812              | 0.32%               | –                   | 1,822   | 0.03%  | –      | −475,669  | −8.03%  | 0.10%              | 5,922,202   | [ 160 ] |
| Oklahoma           | 503,890                | 32.29%                 | –                      | 1,020,280             | 65.37%                | 7                     | 24,731                     | 1.58%                      | –                          | –                   | –                   | –                   | 11,798  | 0.76%  | –      | −516,390  | −33.09% | 3.99%              | 1,560,699   | [ 161 ] |
| Oregon             | 1,340,383              | 56.45%                 | 7                      | 958,448               | 40.37%                | –                     | 41,582                     | 1.75%                      | –                          | 11,831              | 0.50%               | –                   | 22,077  | 0.93%  | –      | 381,935   | 16.08%  | 5.10%              | 2,374,321   | [ 162 ] |
| Pennsilvània       | 3,458,229              | 50.01%                 | 20                     | 3,377,674             | 48.84%                | –                     | 79,380                     | 1.15%                      | –                          |                     |                     | –                   |         |        | –      | 80,555    | 1.16%   | 1.88%              | 6,915,283   | [ 163 ] |
| Rhode Island       | 307,486                | 59.39%                 | 4                      | 199,922               | 38.61%                | –                     | 5,053                      | 0.98%                      | –                          |                     | [ b ]               | –                   | 5,296   | 1.02%  | –      | 107,564   | 20.77%  | 5.26%              | 517,757     | [ 164 ] |
| Tennessee          | 1,143,711              | 37.45%                 | –                      | 1,852,475             | 60.66%                | 11                    | 29,877                     | 0.98%                      | –                          | 4,545               | 0.15%               | –                   | 23,243  | 0.76%  | –      | −708,764  | −23.21% | 2.80%              | 3,053,851   | [ 165 ] |
| Texas              | 5,259,126              | 46.48%                 | –                      | 5,890,347             | 52.06%                | 38                    | 126,243                    | 1.12%                      | –                          | 33,396              | 0.30%               | –                   | 5,944   | 0.05%  | –      | −631,221  | −5.58%  | 3.41%              | 11,315,056  | [ 166 ] |
| Utah               | 560,282                | 37.65%                 | –                      | 865,140               | 58.13%                | 6                     | 38,447                     | 2.58%                      | –                          | 5,053               | 0.34%               | –                   | 19,367  | 1.30%  | –      | −304,858  | −20.48% | −2.40%             | 1,488,289   | [ 167 ] |
| Vermont            | 242,820                | 66.09%                 | 3                      | 112,704               | 30.67%                | –                     | 3,608                      | 0.98%                      | –                          | 1,310               | 0.36%               | –                   | 6,986   | 1.90%  | –      | 130,116   | 35.41%  | 9.00%              | 367,428     | [ 168 ] |
| Virgínia           | 2,413,568              | 54.11%                 | 13                     | 1,962,430             | 44.00%                | –                     | 64,761                     | 1.45%                      | –                          | [ b ]               | [ b ]               | –                   | 19,765  | 0.44%  | –      | 451,138   | 10.11%  | 4.79%              | 4,460,524   | [ 169 ] |
| Virgínia de l'Oest | 235,984                | 29.69%                 | –                      | 545,382               | 68.62%                | 5                     | 10,687                     | 1.34%                      | –                          | 2,599               | 0.33%               | –                   | 79      | 0.01%  | –      | −309,398  | −38.93% | 3.14%              | 794,731     | [ 170 ] |
| Washington         | 2,369,612              | 57.97%                 | 12                     | 1,584,651             | 38.77%                | –                     | 80,500                     | 1.97%                      | –                          | 18,289              | 0.45%               | –                   | 34,579  | 0.85%  | –      | 784,961   | 19.20%  | 3.49%              | 4,087,631   | [ 171 ] |
| Wisconsin          | 1,630,866              | 49.45%                 | 10                     | 1,610,184             | 48.82%                | –                     | 38,491                     | 1.17%                      | –                          | 1,089               | 0.03%               | –                   | 17,411  | 0.53%  | –      | 20,682    | 0.63%   | 1.40%              | 3,298,041   | [ 172 ] |
| Wyoming            | 73,491                 | 26.55%                 | –                      | 193,559               | 69.94%                | 3                     | 5,768                      | 2.08%                      | –                          | [ b ]               | [ b ]               | –                   | 3,947   | 1.43%  | –      | −120,068  | −43.38% | 2.92%              | 276,765     | [ 173 ] |
| Total              | 81,268,757             | 51.31%                 | 306                    | 74,216,722            | 46.86%                | 232                   | 1,865,720                  | 1.18%                      | –                          | 405,034             | 0.26%               | –                   | 627,567 | 0.40%  | –      | 7,052,035 | 4.45%   | 2.35%              | 158,383,800 | Fonts   |
|                    | Biden/Harris Demòcrata | Biden/Harris Demòcrata | Biden/Harris Demòcrata | Trump/Pence Republicà | Trump/Pence Republicà | Trump/Pence Republicà | Jorgensen/Cohen Llibertari | Jorgensen/Cohen Llibertari | Jorgensen/Cohen Llibertari | Hawkins/Walker Verd | Hawkins/Walker Verd | Hawkins/Walker Verd | Altres  | Altres | Altres | Marge     | Marge   | Variació del marge | Vots totals | Fonts   |

Dos estats (Maine i Nebraska) divideixen els vots entre els candidats per districtes congressuals. El guanyador en cada districte obté un vot electoral del mateix districte, i el guanyador de l'estat obté dos vots electorals addicionals.

## El vot telemàtic durant la COVID-19
Les eleccions de 2020 van coincidir amb la pandèmia mundial duta pel virus COVID-19, amb el que es van haver d'adaptar alguns dels mètodes per les votacions i així evitar qualsevol rebrot i assegurar la seguretat dels votants; l'avanç de la tecnologia en el sector de la comunicació durant els últims anys va fer possible buscar alternatives davant un problema a tan gran escala. Durant el període electoral es va reiterar i aconsellar a la ciutadania de votar telemàticament per correu, amb campanyes procedents dels propis partits com el "Vote Like Trump. Request your ballot today" del partit republicà. Es van oferir dos tipus de votació no-presencial, via mail (completament en línia) i via carta (el paper de la votació és físic). En tractar-se d'un país federalista, cada estat s'encarregava de la seva legislació i procediments requerits. Els Estats Units es va dividir en quatre mètodes envers la votació via mail/carta: estats que enviaven automàticament el fulletó del vot (com ara Washington, Utah o Califòrnia), els que enviaven el fulletó online automàticament (Wyoming, Minnesota, Maryland), els que no enviaven cap recurs a menys que el votant ho demanés (Nova York, Maine, Oklahoma) i per acabar aquells estats que només permetien el vot telemàtic en el cas que el votant estigués sota circumstàncies inhibidores per a fer-ho pressencialment (Texas, Missouri o Indiana).
Tot ciutadà interessat en el vot telemàtic es va haver de registrar el dia determinat pel seu estat corresponent (tots en dies diferents, però durant el mes d'octubre de 2020) a la web programada per la votació (cada estat en tenia un diferent per evitar problemàtiques i risc de funcionament erroni), i un cop ficades les dades pertinents (i confirmada la seva autenticitat) s'havia de fer l'enviament de la votació com a màxim 29 dies abans de dia oficial de les eleccions (3 de novembre).
Des de l'inici es va estimar que hi hauria més participació telemàtica de votants demòcrates, com també es va veure el candidat i president Trump animant als seus votants a votar en persona, definint el mètode impulsat com a "de poca confiança" i així va ser: s'ha demostrat que de tots els sol·licitants de vots telemàtics, un 44,1% provenien de demòcrates registrats, mentre que un 25,7% de republicans registrats. Aquesta situació va provocar que les eleccions de 2020 prenguessin un nou gir, que en els altres anys no havia estat tan significatiu: el 3 de Novembre el sistema de vot va poder fer el recompte de tots els fulletons fets de manera presencial, el que va assenyalar una prematura victòria per Donald Trump, però el recompte de vots telemàtics durant els dies posteriors va indicar que el guanyador de les eleccions presidencials era Joe Biden.
Les eleccions van arribar a marcar tres rècords significatius: el primer és el nombre de votants durant aquesta campanya, amb una xifra total de 161 milions (Estats Units té una població de 328 milions, dels quals 239 són aptes per a votar), el que es tradueix en un 66,8% de participació, el que fa de 2020 l'any amb més votacions de la història del país des de 1900. El segon es basa en la figura de Biden, determinat com el candidat a la presidència més votat de la història, amb un total de 74,4 milions de votacions. L'últim és l'índex de votació telemàtica: tot i que l'opció ja estava present en els últims anys, la participació via mail mai havia estat tan popularitzada com el 2020 amb més de 65 milions de vots. Com a comparació, durant les eleccions de 2016 es van comptabilitzar 33,5 vots via mail, i a les eleccions de mig mandat de 2018 30,2 milions.